# Эрна
Эрна (нем. Erna) — женское имя, происходящее от немецкого имени Эрнеста (нем. Ernesta). Производные формы: Эрни, Эрнсхен, Эрнхен, Эрналяйн.

## Именины
- 12 января и 14 апреля.

## Прочее
- Эрна (Эстония) — разведывательно-диверсионная группа абвера, составленная из эстонских эмигрантов[1].
- Эрна (посёлок) — посёлок в Кудымкарском районе Пермского края.
- (406) Эрна — астероид главного пояса, который принадлежит к спектральному классу P.